# Бабій Василь Федорович
Васи́ль Фе́дорович Бабі́й (2 березня 1884, с. Великий Говилів, нині Хоростківська міська громада, Чортківський район, Тернопільська область — 1977, м. Торонто, Канада) — сотник Армії УГА, український адвокат, громадський діяч. Доктор права (1914).

## Життєпис
Навчався в Тернопільській і Коломийській гімназіях. 1911 року закінчив Львівський університет, докторат здобув в університеті м. Грац (Австрія).

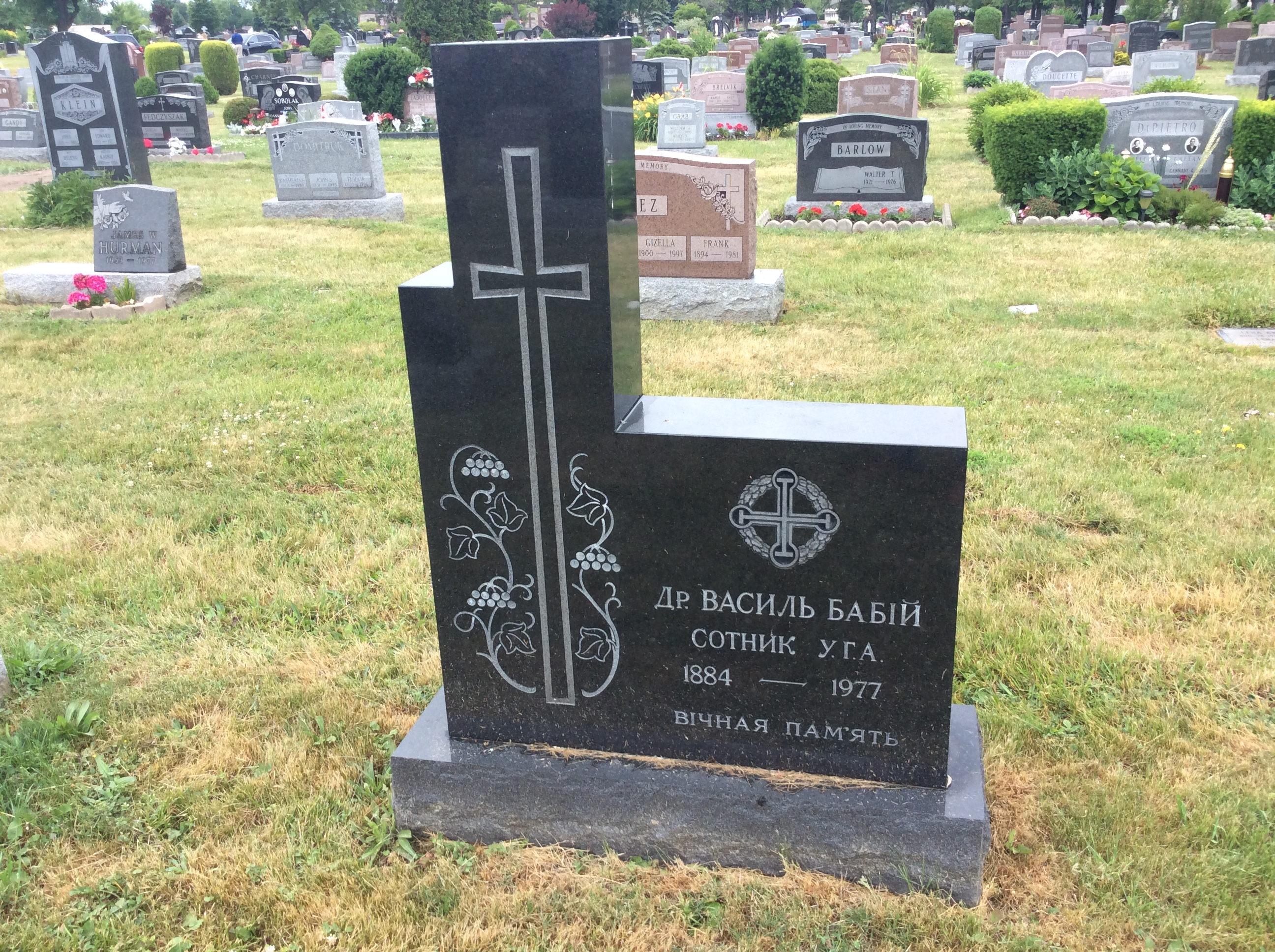
Могила Василя Бабія на цвинтарі Вікторія Лан в м. Сент-Кетерінс.

Від грудня 1918 — в УГА: командир артилерійської батареї полку. 1920—1930-ті — адвокат у Копичинцях, голова повітового «Лугу», директор філії «Українбанку».
У період німецької окупації працював у Чорткові, під час формування української дивізії «Галичина» — уповноважений її військової управи в повіті. 1944 виїхав у Німеччину, потім — у Канаду. Один із організаторів написання історії Копичинецького повіту.
Похований на цвинтарі Вікторія Лан, в місті Сент-Кетерінс.